# Volkswagen concept A
La Volkswagen Concept A est un concept-car présenté lors du salon de Genève 2006. Il fait 4,35 mètres de long, possède 4 portes et un moteur 1.4 turbo ainsi qu'un compresseur de 150 ch.